# Еврон
Еврон (фр. Evron) насеље је и општина у западној Француској у региону Лоара, у департману Мајен која припада префектури Лавал.
По подацима из 2011. године у општини је живело 7135 становника, а густина насељености је износила 200,87 становника/km². Општина се простире на површини од 35,52 km². Налази се на средњој надморској висини од 114 метара (максималној 200 m, а минималној 82 m).

## Демографија
| 1962. | 1968. | 1975. | 1982. | 1990. | 1999. | 2011. |
| ----- | ----- | ----- | ----- | ----- | ----- | ----- |
| 3.874 | 4.537 | 5.407 | 6.398 | 6.904 | 7.283 | 7.135 |

График промене броја становника у току последњих година

## Партнерски градови
- Алверња
- Lakota Department
- Вилдесхаузен
- Hertford